# 陳群 (民国)
陳 群（ちん ぐん）は中華民国の政治家。孫文ら革命派や南方政府（護法軍政府）に与し、後に中国国民党や国民政府で活動した。日中戦争期には、中華民国維新政府や南京国民政府の要職を歴任した。字は人鶴。

## 事績
日本へ留学して、明治大学で法学士、東洋大学で文学士の称号をそれぞれ取得した。孫文が護法運動を開始すると、1917年（民国6年）9月、陳群は広州の大元帥府秘書に就任した。1923年（民国12年）5月、大元帥府宣伝委員となる。後に大本営中国国民党党務準備委員に就任した。
孫文死後の1926年（民国15年）以後は、国民党上海政治分会委員、国民革命軍東路総指揮部政治部主任、上海警備総司令部軍法処処長、国民党宣伝部駐滬弁事処主任、第26軍政治部主任、上海法政学院総務長などを歴任した。1927年（民国16年）4月の上海クーデター（四・一二政変）では、中国共産党員の大量粛清を行い、楊虎（当時の上海警備司令）と共に人々から恐れられた。1932年（民国21年）1月、国民政府内政部政務次長に就任、まもなく首都警察庁庁長に異動した。しかし後に、共産党粛清の経費をめぐって蔣介石と対立してしまう。そのため陳群は下野に追い込まれ、上海で弁護士を開業した。　
日中戦争勃発後、陳群は上海の治安維持にあたっていたが、日本からの示唆を受けると、梁鴻志らとともに親日政府組織を図る。1938年（民国27年）3月、中華民国維新政府が成立すると、陳群は内政部部長に任命された。同年9月、維新政府が王克敏らの中華民国臨時政府と中華民国政府連合委員会を組織すると、陳はその委員となった。
1940年（民国29年）3月に、汪兆銘（汪精衛）による南京国民政府が成立すると、陳群は行政院内政部部長、文治委員会委員、中央政治委員会委員の3職を兼任した。その後も、憲政実施委員会常務委員、中日文化協会常務理事、東亜連盟中国総会常務理事、国民運動促進委員会常務委員、中央警察学校校長、物資調査委員会委員長、新国民運動促進委員会主任委員などを歴任する。1943年（民国32年）9月、江蘇省省長李士群が暗殺されると、陳群が後任の省長となり、翌年11月、考試院院長に就任した。
1945年（民国34年）8月17日、日本の敗戦によって自身の理想が瓦解した事に絶望し、陳群は南京の邸宅で服毒自殺した。享年56。
自決当日は軍事顧問部の岡田清と鈴木章大尉を自宅に招いて後事を託した上で、「共産主義は絶対東亜の天地に容れ難い」と断じ、青酸カリを含んで瞑目した。

## 家族
子のチェン・ジー（陳志）は音楽家・ギター奏者であり、中華人民共和国の音楽界重鎮として中国放送ギター楽団団長、中国ギター学会理事長、中国・アメリカ音楽学会主席などを歴任している。

## 注
1. 1 2  「深山里、大漢奸老宅無人知」『厦門晩報』2006年11月6日。
2. 1 2  今井武夫『日中和平工作　回想と証言 1937-1947』みすず書房、2009年、203頁。